# Santa María Zaniza
Santa María Zaniza es una localidad del estado mexicano de Oaxaca. Es cabecera del municipio de Santa María Zaniza.

## Demografía
| Censo | Población |
| ----- | --------- |
| 1900  | 610       |
| 1910  | 569       |
| 1921  | 478       |
| 1930  | 457       |
| 1940  | 462       |
| 1950  | 504       |
| 1960  | 610       |
| 1970  | 742       |
| 1980  | 592       |
| 1990  | 857       |
| 1995  | 898       |
| 2000  | 1120      |
| 2005  | 1195      |
| 2010  | 1342      |
| 2020  | 1594      |